# Noriko Yamanaka
Noriko Yamanaka (jap. 山中 教子, Yamanaka Noriko; * um 1941) ist eine ehemalige japanische Tischtennisspielerin. Sie wurde in den 1960er Jahren dreimal Weltmeister.

## Werdegang
Noriko Yamanaka gewann 1962 und 1964 die nationale Japanische Meisterschaft im Einzel. Dazu kommt ein Sieg im Doppel mit Kazuko Itō 1963 und im Mixed mit Keiichi Miki 1966.
Bei den Asienspielen (Asian Games) gewann sie vier Titel, nämlich 1962 und 1966 sowohl mit der Mannschaft als auch im Doppel mit Masako Seki (1962) bzw. Naoko Fukazu (1966). Im Einzel wurde wie 1966 Zweite hinter Naoko Fukazu.
Bei ihrer ersten Teilnahme an einer Weltmeisterschaft 1963 in Prag gewann sie mit der japanischen Mannschaft Gold, im Doppel mit Kazuko Itō erreichte sie das Halbfinale. 1965 kam sie sowohl mit der Mannschaft als auch im Doppel mit Masako Seki ins Endspiel. Im Einzel holte sie Bronze. Zwei Goldmedaillen gab es bei Abwesenheit der chinesischen Sportler 1967, nämlich im Mixed mit Nobuhiko Hasegawa und im Teamwettbewerb, das Doppel mit Naoko Fukazu unterlag im Finale den Landsmänninnen Saeko Hirota/Sachiko Morisawa. Im Einzel wurde sie Dritte.
In der ITTF-Weltrangliste belegte sie Mitte 1967 Platz drei. 1967 beendete sie ihre aktive Laufbahn.

## Turnierergebnisse
| Verband | Veranstaltung     | Jahr | Ort       | Land | Einzel        | Doppel     | Mixed         | Team |
| ------- | ----------------- | ---- | --------- | ---- | ------------- | ---------- | ------------- | ---- |
| JPN     | Asienspiele       | 1966 | Bangkok   | THA  | Silber        | Gold       | Halbfinale    | 1    |
| JPN     | Asienspiele       | 1962 | Jakarta   | INA  |               | Gold       | 4             | 1    |
| JPN     | Weltmeisterschaft | 1967 | Stockholm | SWE  | Halbfinale    | Silber     | Gold          | 1    |
| JPN     | Weltmeisterschaft | 1965 | Ljubljana | YUG  | Halbfinale    | Silber     | Viertelfinale | 2    |
| JPN     | Weltmeisterschaft | 1963 | Prag      | TCH  | Viertelfinale | Halbfinale | Viertelfinale | 1    |